# Walpersbach
Walpersbach è un comune austriaco di 1 116 abitanti nel distretto di Wiener Neustadt-Land, in Bassa Austria.

## Monumenti e luoghi d'interesse
- Castello di Lanzenkirchen